# Petr Yan
Petr Evgenyevich Yan (Dudinka, 11 de fevereiro de 1993) é um lutador profissional de artes marciais mistas russo, que atualmente compete pelo UFC na categoria dos galos.

## Início
Na sexta série, Petr começou a treinar taekwondo e brigava constantemente nas ruas e na escola do seu bairro, o que forçava sua família a se mudar para evitar isto. O irmão mais velho de Petr treinava Boxe em Dudinka, e Petr queria aprender a lutar também. Porém seu irmão se recusava a levá-lo consigo, o que motivava Petr a escapar de casa e segui-lo até a academia. Desde então, Petr treinou Boxe por 8 anos e alcançou o ranking do Unified Sports Classification System of the USSR and Russia|Master of Sport. Petr Yan é formado pela Siberian Federal University em educação física.

## Carreira no MMA
Yan assinou um contrato com o UFC em Janeiro de 2018.
Yan fez sua estreia no UFC contra Teruto Ishihara em 23 de Junho de 2018, no UFC Fight Night 132. Ele venceu via nocaute técnico no primeiro round.
Yan era esperado para enfrentar o #14 do ranking Douglas Silva de Andrade no dia 15 de Setembro de 2018, no UFC Fight Night 136. Entretanto, Andrade teve que se retirar da luta no dia 9 de Agosto alegando uma lesão no pé, e foi substituído por Jin Soo Son. Na pesagem, Son não bateu o peso e punido em 20% de sua bolsa. Yan venceu via decisão unânime. Esta luta lhe rendeu o bônus de Luta da Noite.
Uma luta foi remarcada entre Petr Yan e Douglas Silva de Andrade para o  UFC 232: Jones vs. Gustafsson II em 29 de Dezembro de 2018. Ele venceu via nocaute técnico no final do segundo round, após o corner de Andrade interromper a luta.
No dia 10 de Janeiro de 2019, Yan revelou que havia assinado um contrato de quatro lutas com o UFC. Yan enfrentou faced John Dodson em 23 de Fevereiro de 2019 no UFC Fight Night: Blachowicz vs. Santos.  Yan venceu a luta via decisão unânime.
Apesar de ter anunciado um curto contrato com o UFC, Yan assinou um novo acordo de seis lutas, onde lhe foi imediatamente oferecido após sua vitória contra Dodson.
Yan enfrentou Jimmie Rivera em 8 de Junho de 2019, no UFC 238: Cejudo vs. Moraes. Ele venceu via decisão unânime.
Em 26 de Junho, foi anunciado que Yan iria se submeter a uma cirurgia no cotovelo esquerdo. A estimativa é que ele se recupere em um prazo de 4 a 6 semanas.
Yan enfrentou Urijah Faber em 14 de dezembro de 2019 no UFC 245: Usman vs. Covington. Ele venceu por nocaute no terceiro round após acertar um chute na cabeça de Faber. A vitória lhe rendeu o bônus de “Performance da Noite”. 

## Cartel no MMA
| Cartel no MMA       |             |            |
| 18 lutas            | 16 vitórias | 2 derrotas |
| Por nocaute         | 7           | 0          |
| Por finalização     | 1           | 0          |
| Por decisão         | 8           | 1          |
| Por desqualificação | 0           | 1          |

| Res.    | Cartel | Oponente                 | Método                                  | Evento                                  | Data       | Round | Tempo | Local                 | Notas                                                                                         |
| ------- | ------ | ------------------------ | --------------------------------------- | --------------------------------------- | ---------- | ----- | ----- | --------------------- | --------------------------------------------------------------------------------------------- |
| Vitória | 17-5   | Song Yadong              | Decisão (unânime)                       | UFC 299: O'Malley vs. Vera 2            | 09/03/2024 | 3     | 5:00  | Miami, Flórida        |                                                                                               |
| Derrota | 16-5   | Merab Dvalishvili        | Decisão (unânime)                       | UFC Fight Night: Yan vs. Dvalishvili    | 11/03/2023 | 5     | 5:00  | Las Vegas, Nevada     |                                                                                               |
| Derrota | 16-4   | Sean O'Malley            | Decisão (dividida)                      | UFC 280: Oliveira vs. Makhachev         | 22/10/2022 | 3     | 5:00  | Abu Dhabi             | Luta da Noite.                                                                                |
| Derrota | 16-3   | Aljamain Sterling        | Decisão (dividida)                      | UFC 273: Volkanovski vs. Korean Zombie  | 09/04/2022 | 5     | 5:00  | Jacksonville, Florida | Unificação do Cinturão Peso Galo do UFC.                                                      |
| Vitória | 16-2   | Cory Sandhagen           | Decisão (unânime)                       | UFC 267: Blachowicz vs. Teixeira        | 30/10/2021 | 5     | 5:00  | Abu Dhabi             | Ganhou o Cinturão Peso Galo Interino do UFC; Luta da Noite.                                   |
| Derrota | 15-2   | Aljamain Sterling        | Desqualificação (joelhada ilegal)       | UFC 259: Blachowicz vs. Adesanya        | 06/03/2021 | 4     | 4:29  | Las Vegas, Nevada     | Perdeu o Cinturão Peso Galo do UFC; Yan foi desclassificado após acertar uma joelhada ilegal. |
| Vitória | 15-1   | José Aldo                | Nocaute Técnico (socos)                 | UFC 251: Usman vs. Masvidal             | 11/07/2020 | 5     | 3:24  | Abu Dhabi             | Ganhou o Cinturão Peso Galo Vago do UFC.                                                      |
| Vitória | 14-1   | Urijah Faber             | Nocaute (chute na cabeça)               | UFC 245: Usman vs. Covington            | 14/12/2019 | 3     | 0:43  | Las Vegas, Nevada     | Performance da Noite.                                                                         |
| Vitória | 13-1   | Jimmie Rivera            | Decisão (unânime)                       | UFC 238: Cejudo vs. Moraes              | 08/06/2019 | 3     | 5:00  | Chicago, Illinois     |                                                                                               |
| Vitória | 12-1   | John Dodson              | Decisão (unânime)                       | UFC Fight Night: Blachowicz vs. Santos  | 23/02/2019 | 3     | 5:00  | Praga                 |                                                                                               |
| Vitória | 11-1   | Douglas Silva de Andrade | Nocaute Técnico (interrupção do córner) | UFC 232: Jones vs. Gustafsson II        | 29/12/2018 | 2     | 5:00  | Inglewood, Califórnia |                                                                                               |
| Vitória | 10-1   | Jin Soo Son              | Decisão (unânime)                       | UFC Fight Night: Hunt vs. Oliynyk       | 15/09/2018 | 3     | 5:00  | Moscou                | Peso Casado (137 lbs); Son não bateu o peso; Luta da Noite.                                   |
| Vitória | 9-1    | Teruto Ishihara          | Nocaute (socos)                         | UFC Fight Night: Cowboy vs. Edwards     | 23/06/2018 | 1     | 3:28  | Kallang               | Estreia no UFC.                                                                               |
| Vitória | 8-1    | Matheus Mattos           | Nocaute Técnico (socos)                 | ACB 71: Moscow                          | 23/09/2017 | 3     | 2:27  | Moscou                | Defendeu o Cinturão Peso Galo do ACB.                                                         |
| Vitória | 7-1    | Magomed Magomedov        | Decisão (unânime)                       | ACB 57: Payback                         | 15/04/2017 | 5     | 5:00  | Moscou                | Ganhou o Cinturão Peso Galo do ACB.                                                           |
| Vitória | 6-1    | Ed Arthur                | Decisão (unânime)                       | ACB 41: The Path of Triumph             | 15/07/2016 | 3     | 5:00  | Sochi                 | Luta da Noite.                                                                                |
| Derrota | 5-1    | Magomed Magomedov        | Decisão (dividida)                      | ACB 32: The Battle of Lions             | 26/03/2016 | 5     | 5:00  | Moscou                | Pelo Cinturão Peso Galo do ACB; Luta da Noite.                                                |
| Vitória | 5-0    | Murad Kalamov            | Decisão (unânime)                       | ACB 24: Grand Prix Berkut               | 24/10/2015 | 3     | 5:00  | Moscou                | Ganhou o Grand Prix dos galos do ACB; Performance da Noite.                                   |
| Vitória | 4-0    | Artur Mirzakhanyan       | Nocaute Técnico (socos)                 | Professional Fight Night 10: Russia Cup | 05/07/2015 | 1     | 2:40  | Omsk                  |                                                                                               |
| Vitória | 3-0    | Kharon Orzumiev          | Finalização (guilhotina)                | ACB 19: Baltic Challenge 7              | 30/05/2015 | 1     | 0:47  | Kaliningrado          | Semifinal do Grand Prix dos galos do ACB.                                                     |
| Vitória | 2-0    | Renato Velame            | Decisão (unânime)                       | ACB 14: Grand Prix Berkut 2015          | 28/02/2015 | 3     | 5:00  | Grozny                | Quartas de Final do Grand Prix dos galos do ACB.                                              |
| Vitória | 1-0    | Murad Bakiev             | Nocaute (soco)                          | Siberian League: Baikal Cup 2014        | 20/12/2014 | 3     | 0:45  | Irkutsk               | Estreia nos galos.                                                                            |